# Рамаяна
«Рама́яна» (санскр. रामायण, IAST: Rāmāyaṇa «Путешествие Рамы») — древнеиндийский эпос на санскрите. Наряду с «Махабхаратой» — один из двух важнейших индийских эпосов.
Авторство текста неизвестно, произведение создавалось на протяжении нескольких веков (примерно с VII по IV век до нашей эры), и у него не может быть одного автора. Одним из самых известных рассказчиков «Рамаяны» является легендарный мудрец Вальмики, он также вошёл и в само произведение как одно из действующих лиц.
«Рамаяна» является одним из самых популярных фольклорных текстов Индии. По некоторым мнениям (прежде всего это относится к рамаизму — одному из важнейших направлений индуизма, и, в частности, вишнуизма), он также — один из священных текстов индуизма канона смрити.
С точки зрения литературы является образцом вложенной повести (повести, в основной сюжет которой вложено множество сюжетов, возможно даже на первый взгляд не имеющих отношения к основному сюжету).

## Состав эпоса
«Рамаяна» состоит из 24 тыс. стихов (в оригинале (санскрит) 480 002 слов — около одной четверти текста «Махабхараты», объём эпоса в четыре раза больше «Илиады»), которые распределены на семь книг и 500 песен, называемых "канды". Стихи «Рамаяны» написаны размером  древнеиндийской поэзии, состоящем  из тридцати двух слогов, который называется "шлока".
Семь книг «Рамаяны»:
1. Бала-канда — книга о детстве Рамы;
2. Айодхья-канда — книга о царском дворе в Айодхье;
3. Аранья-канда — книга о жизни Рамы в лесной пустыне;
4. Кишкиндха-канда — книга о союзе Рамы с обезьяньим царём в Кишкиндхе;
5. Сундара-канда — «Прекрасная книга» об острове Ланка — царстве демона Раваны, похитителя супруги Рамы — Ситы;
6. Юддха-канда — книга о битве обезьяньего войска Рамы с войском демонов Раваны;
7. Уттара-канда — «Заключительная книга».

## Сюжет

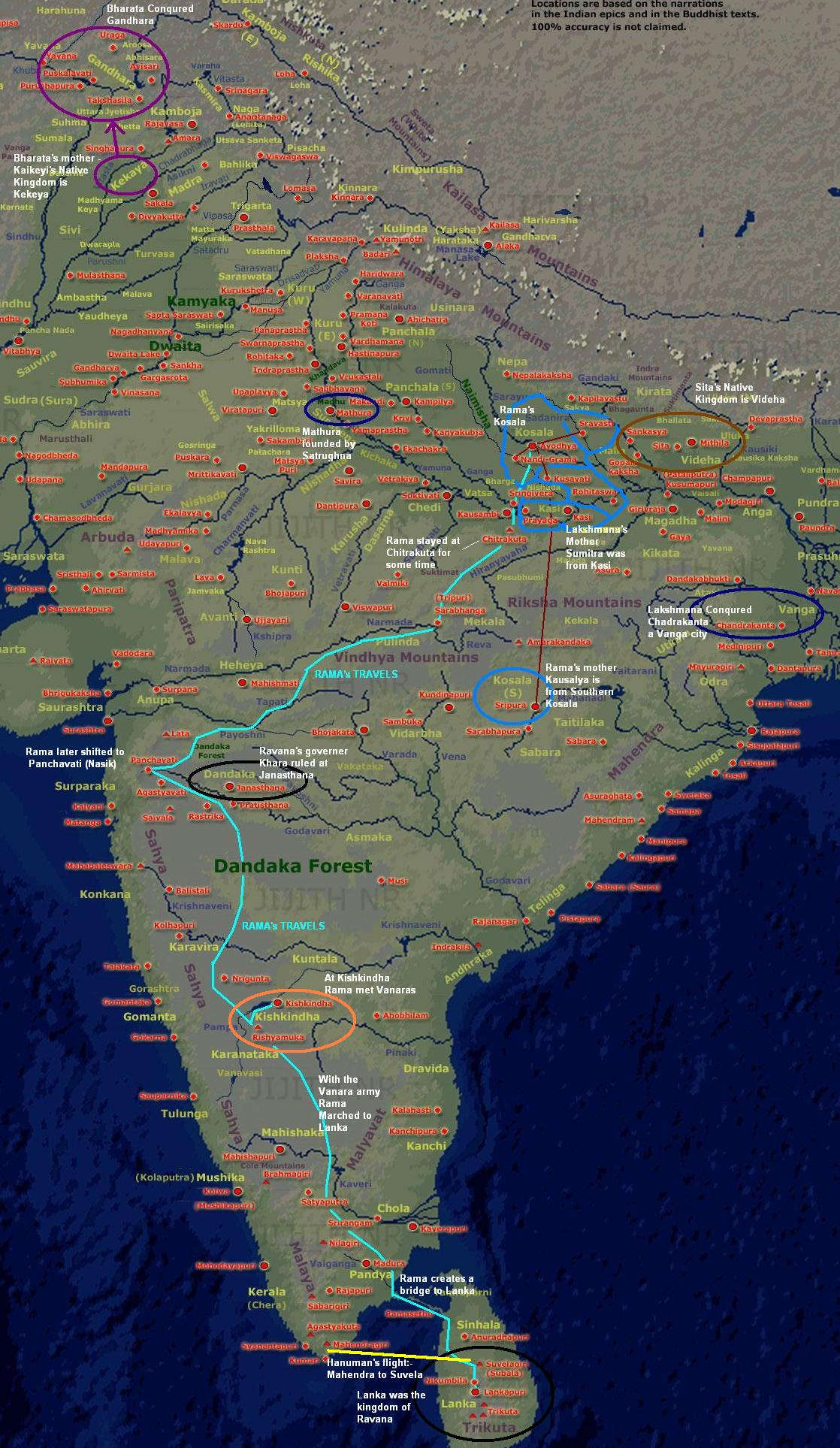
География Рамаяны

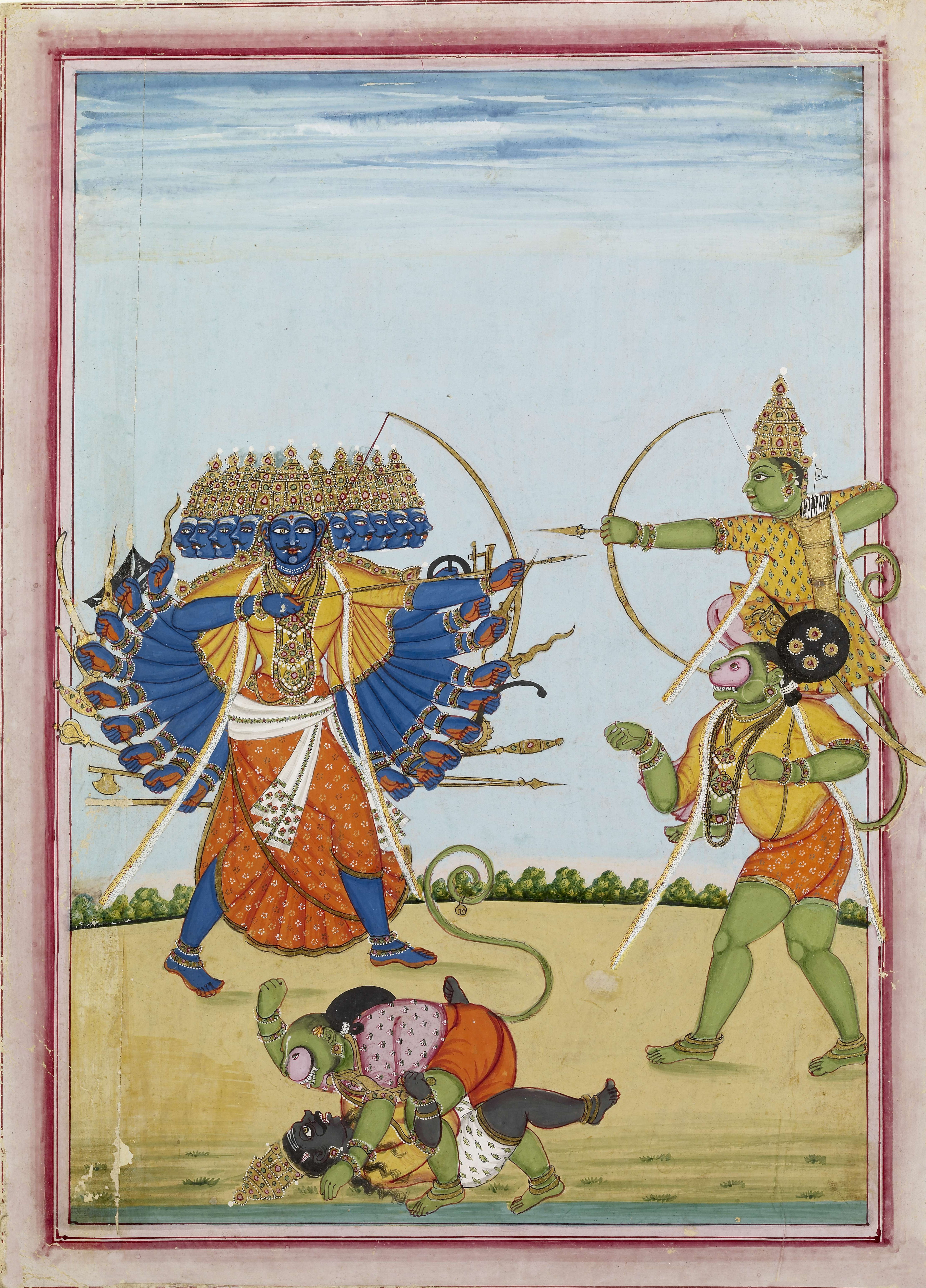
Сражение с предводителем демонов Раваной, Рама (справа) сидит на плечах Ханумана

В «Рамаяне» повествуется история седьмой аватары Вишну Рамы (одно из четырёх одновременных воплощений Вишну, остальные три — его братья), чью жену Ситу похищает Равана — царь-ра́кшаса Ланки. В эпосе освещаются темы человеческого существования и понятие дхармы. В поэме содержатся учения древних индийских мудрецов, которые представлены посредством аллегорического повествования в сочетании с философией и бхакти.

## Главные персонажи
- Рама — главный герой поэмы. Старший и любимый сын царя страны Кошалы Дашаратхи и его старшей жены Каушальи. Он изображается как воплощение достоинства. Дашаратха был вынужден уступить ультиматуму его любимой жены Кайкейи и приказать, чтобы Рама оставил своё право на трон и удалился в изгнание на четырнадцать лет.
- Сита — любимая жена Рамы, дочь царя Джанаки, «рождённая не человеком», выйдя из борозды. Она — воплощение богини (дэви) Лакшми, супруги Вишну. Сита изображается как идеал женской чистоты. Она следует за своим мужем в изгнание, где похищена царём ракшасов Раваной, правителем Ланки. Рама с союзниками спасает её из плена, убив Равану. Позже она рождает Раме наследников —  сыновей Кушу и Лаву.
- Хануман (обезьяноподобное божество, сын бога ветра Ваю и апсары Пунджисталы.) — могущественный ванара и одиннадцатое воплощение бога Шивы (или Рудры), идеал преданного выполнения долга чести. Сын бога ветра. Играет важную роль в возвращении Ситы.
- Ла́кшмана — младший брат Рамы, ушедший с ним в изгнание. Олицетворяет змея Шешу и идеал верного друга. Он всё время защищает Ситу и Раму. Был понуждён Ситой (введённой в заблужденье ракшасом Маричей, крикнувшим перед смертью голосом Рамы «О Сита! О Лакшмана!») покинуть её, чтобы найти ушедшего в лес Раму, в результате чего Равана и смог похитить Ситу. Был женат на младшей сестре Ситы Урмиле.
- Бха́рата — сын Дашаратхи, брат Рамы. Когда Бхарата узнаёт, что его мать Кайкейи отправила наследника трона Раму в ссылку и сделала его самого царём, что послужило причиной смерти Дашаратхи, убитого горем из-за вероломства своей жены, он отвергает незаконно полученную власть и отправляется на поиски Рамы. Когда Рама отказывается возвратиться из своего изгнания, Бхарата ставит на трон золотые сандалии Рамы как символ того, что истинный царь — Рама, а он — всего лишь его наместник. Изображается как идеал справедливости.
- Ра́вана — ракшас, царь Ланки. Изображается десятиглавым и двадцатируким; если отрубить его головы, то они отрастают вновь. От бога-создателя Брахмы получил чудесный дар: в течение десяти тысяч лет он не мог быть убит ни богом, ни демоном, ни зверем — а только человеком. Даже боги трепещут перед его силой. Для того чтобы победить Равану, Вишну воплощается в облике человека — в Раме и его братьях. Равана — похититель Ситы, намеревается сделать её своей женой, которой, однако, не причиняет насилия, желая добиться её благосклонности угрозами и уговорами, так как над ним тяготеет проклятье: в случае насилия над женщиной он тут же погибнет.

## Возникновение сюжета
В противоположность «Махабхарате», к которой прилагаются эпитеты итихаса (легенда, сага) и пурана (былина), Рамаяна относится к кавья, то есть к искусственным поэмам. Обыкновенно предполагается, что сюжет «Рамаяны» имеет характер аллегорический и изображает под видом подвигов Рамы распространение индоарийских племён на юг Индии до острова Шри-Ланка; но нет ничего невероятного в предположении, что в основу этой аллегорической легенды был положен какой-то древний миф.
Альбрехт Вебер высказал мнение, что сюжет «Рамаяны» изображает борьбу между буддистами и брахманами, что вся поэма носит ясные следы знакомства её автора с гомеровскими поэмами (похищение Ситы = похищение Елены и т. д.) и что современная редакция её возникла не раньше III века до н. э. Взгляд этот, однако, почти ни у кого не нашёл поддержки.
Кристиан Лассен указывал на ряд черт, свидетельствующих, что основа «Рамаяны» никак не моложе «Махабхараты». В пользу этого предположения говорит отсутствие в «Рамаяне» указаний на существование буддизма, имеющихся уже в «Махабхарате», география индоарийского расселения, более ограниченного в «Рамаяне», чем в «Махабхарате», и др. В самой "Махабхарате" содержатся тексты идентичные "Рамаяне" ("малая Рамаяна").
К подобному же заключению приходит Якоби. По его мнению, древний оригинал «Рамаяны» (впоследствии переработанный неоднократно) возник в Восточном Индостане до V века до н. э., может быть, в VI и даже в VIII веке, когда «Махабхарата» только ещё слагалась. Это ясно из того, что последний эпос иногда пользуется материалом «Рамаяны». Стиль и размер, свойственный обоим эпосам, был "пущен в ход" автором «Рамаяны» и сделался общеупотребительным. Греческое или буддийское влияние в «Рамаяне» незаметно. Судоходство было ещё неизвестно её автору. Язык «Рамаяны» стал образцом для «искусственных поэтов» (кави).
«Рамаяна» дошла до нас в нескольких версиях (рецензиях, редакциях), представляющих в общем одно и то же содержание, но нередко отличающихся друг от друга в размещении материала и выборе выражений. Первоначально она, вне всякого сомнения, передавалась устно и записана была лишь впоследствии, может быть, независимо, в разных местах. Обыкновенно принимали существование трёх версий — северной, бенгальской и западной, но на практике число их больше, и дошедшие до нас рукописи «Рамаяны» представляют часто сильно отличающиеся друг от друга варианты текста. Бенгальская версия содержит 24 000 шлок (для сравнения: в «Махабхарате» — более 100 000) и делится на семь книг, из которых последняя — позднейшая прибавка. Кроме «Рамаяны» Вальмики, есть ещё другая поэма с тем же сюжетом, сравнительно нового происхождения и меньшей величины — «Адхьятма Рамаяна» (Adhyâtma-R.), приписываемая Вьясе, но составляющая, в сущности, часть Брахманда-пураны. Рама изображается здесь скорее богом (дэвом), чем человеком.
Согласно традиции индуизма, действие «Рамаяны» происходит в эпоху Трета-юга, около 1,2 млн лет назад. Современными учёными «Рамаяна» датируется IV веком до н. э. (есть и другие - близкие датировки).

## Влияние
Идеи и образы эпоса вдохновляли практически всех индийских писателей и мыслителей от Калидасы до Рабиндраната Тагора, Джавахарлала Неру и Махатмы Ганди, который, по некоторым данным, исповедовал вариант индуизма, связанный с именем Рамы, и испустил свой последний вздох с его именем на устах. Содержание «Рамаяны» на протяжении веков перелагалось в бессчётных творениях изобразительного искусства, литературы, народного театра и пантомимы. В современной Индии на площади практически любой индийской деревни или города можно встретить сказителей, часами и даже днями напролёт читающих «Рамаяну» нараспев. История «Рамаяны» вдохновила большое количество литературных адаптаций, наиболее известными из которых являются труды таких поэтов, как Криттибас Оджха («Криттиваси Рамаяна»), Тулсидаса («Рамачаритаманаса»), Камбара и Нарахари Кави («Тораве Рамаян»).
«Рамаяна» переведена на большинство современных индийских языков, включая тамильский. Эти «переводы» не во всём тождественны друг другу. Так, в тамильской версии «Рамаяны» один из персонажей — Бхарадваджа назван сыном риши Атри (в иных редакциях эпоса он считается сыном Брахманаспати (Брихаспати)). Об уважении, которым пользовалась «Рамаяна» у индусов, свидетельствуют слова самого составителя или автора «Рамаяны» во введении к поэме: «кто читает и повторяет эту “Рамаяну”, дающую святую жизнь, свободен от всяческих грехов и со всем своим потомством вознесётся на самое высокое небо». Брахме во второй книге «Рамаяны» вложены в уста следующие слова: «пока горы и реки будут существовать на земной поверхности, до тех пор и история “Рамаяны” будет обходить свет».
Персонажи Рамы, Ситы, Лакшманы, Бхараты, Ханумана и Раваны являются неотъемлемыми элементами культурного сознания Индии.
«Рамаяна» входит во «Всемирную библиотеку» (список наиболее значимых произведений мировой литературы Норвежского книжного клуба).

## Отношение к «Рамаяне» на Шри-Ланке
В силу особенностей сюжета «Рамаяна» может восприниматься как произведение, имеющее некоторую антиланкийскую направленность. На Шри-Ланке это проявляется, например, в том, что имя Рама не популярно среди ланкийцев (напротив, в Индии это имя чрезвычано популярно).
Сама легенда о Раме и Сите в средневековой сингальской поэзии преподносится как произведение, которое «рассказывают люди, следующие ошибочным воззрениям» (Поэма «Послание попугая», синг. «Гира сандеша вивараная», строфа 114).

## Индонезийская Рамаяна
Индонезийским вариантом «Рамаяны» является "Хикаят Сри Рама" (индонез. - Hikayat Sri Rama), который в изустной форме известен не раньше 13 в., в письменной 17 в. (около 20 списков). Прототипом является не классическая «Рамаяна», а ее устные варианты, широко распространенные в восточной, западной и юго-западной частях Индии. В индонезийском варианте к поэме добавлены исламские элементы и приглушены индуистские мотивы. Имя героини Сита Деви, например, превратилось в Сити Деви. Кроме того, в то время как индийская «Рамаяна» описывает её как мягкую, красивую, скромную, верную и терпеливую женщину, индонезийская «Рамаяна» изображает ее смелой и сильной, сражающейся с асурами на Ланке Раваны вместо того, чтобы ждать, пока Рама спасёт ее.  В ваянговах вариантах добавлены несколько местных божеств Явы, таких как Дхаяна (считающийся Богом-хранителем Явы Семар или «Твален» в балийской литературе) и четверо его сыновей пунокаванов (слуг-клоунов). На русский язык переведён Л. А. Мерварт.

## Русские переводы
Переводы отрывков из индийского эпоса публиковались ещё в девятнадцатом веке. Эти тексты появлялись в литературных журналах. В 1965 году в изд-ве "Наука" вышел прозаический перевод В. Эрмана и Э. Тёмкина.
Академический перевод, осуществлённый  П. Гринцером, вышел в 2006 году. Ранее  для массового читателя  в 1974 году в рамках издания "Библиотеки всемирной литературы"  был опубликован сокращённый стихотворный перевод поэмы, сделанный
Верой Потаповой и Борисом Захарьиным. Этот перевод переиздан в 1983 и 2017 гг.

## Некоторые экранизации
- Фильм «Рама-Раджья» (Британская Индия, 1943, режиссёр Виджай Бхатт)
- Фильм «Сампурна Рамаяна» (Индия, 1961)
- Телесериал «Рамаяна» (Индия, 1987—1988, режиссёр: Рамананд Сагар, в главной роли — Арун Говил)
- Мультфильм «Рамаяна: Легенда о царевиче Раме». Режиссёры: Рам Мохан, Юго Сако, Коити Сасуки (совместного производства Индии и Японии, 1992)
- Фильм «Вишнупурана» (Индия, 2002—2003, режиссёр: Рави Чопра, в главной роли — Нитиш Бхарадвадж)
- Телесериал «Рамаяна» (Индия, 2008—2009, в главной роли — Гурмит Чаудхари)
- «Сита поёт блюз» — современная музыкальная, анимационная интерпретация режиссёра Нины Палей (США, 2008)
- Трёхмерный мультфильм «Рамаяна: Эпос» режиссёра Четана Десаи (Индия, 2010)
- Телесериал «Рамаяна» (Индия, 2012, в главной роли — Гагун Малик)
- Телесериал «Сита и Рама» (Индия, 2015—2016, оригинальное название: «Siya Ke Ram», в главных ролях — Ашиш Шарма, Мадиракши Мундле)